# Plangiopsis
Plangiopsis är ett släkte av insekter. Plangiopsis ingår i familjen vårtbitare.
Kladogram enligt Catalogue of Life:
| Plangiopsis | \| \| Plangiopsis adeps \| \| \| \| \| \| Plangiopsis foraminata \| \| \| \| \| \| Plangiopsis schoutedeni \| \| \| \| \| \| Plangiopsis semiconchata \| \| \| \| |
|             | \| \| Plangiopsis adeps \| \| \| \| \| \| Plangiopsis foraminata \| \| \| \| \| \| Plangiopsis schoutedeni \| \| \| \| \| \| Plangiopsis semiconchata \| \| \| \| |
|             | Plangiopsis adeps |
|             | |
|             | Plangiopsis foraminata |
|             | |
|             | Plangiopsis schoutedeni |
|             | |
|             | Plangiopsis semiconchata |
|             | |